# برانکو زبتس
برانکو زبتس (کرواتی: Branko Zebec؛ ۱۷ مه ۱۹۲۹ – ۲۶ سپتامبر ۱۹۸۸) بازیکن و مربی نامدار فوتبال اهل یوگسلاوی بود.
از باشگاه‌هایی که در آن بازی کرده‌است می‌توان به باشگاه فوتبال ستاره سرخ بلگراد، باشگاه فوتبال آلمانیا آخن، باشگاه فوتبال پارتیزان و باشگاه فوتبال لوکوموتیو زاگرب اشاره کرد.
از افتخارات وی می‌توان به کسب مدال نقره به همراه تیم ملی فوتبال یوگسلاوی در بازی‌های المپیک تابستانی ۱۹۵۲ اشاره کرد.
او یکی از کاملترین بازیکنان تاریخ محسوب می شود که قابلیت بازی در تمامی پستهای هجومی و دفاعی را در زمین دارا بود 